# IC 2949
IC 2949 — галактика типу *2 (подвійна зірка) у сузір'ї Центавр.
Цей об'єкт міститься в оригінальній редакції індексного каталогу.